# إيوغيني فورد
إيوغيني فورد (بالإنجليزية: Eugenie Forde)‏ هي ممثلة أمريكية، ولدت في 22 يونيو 1879 في نيويورك في الولايات المتحدة، وتوفيت في 5 سبتمبر 1940 في فان نويس في الولايات المتحدة.

## وصلات خارجية
- إيوغيني فورد على موقع IMDb (الإنجليزية)
- إيوغيني فورد على موقع قاعدة بيانات برودواي على الإنترنت (الإنجليزية)
- إيوغيني فورد على موقع قاعدة بيانات الفيلم (الإنجليزية)